# Adam Bar

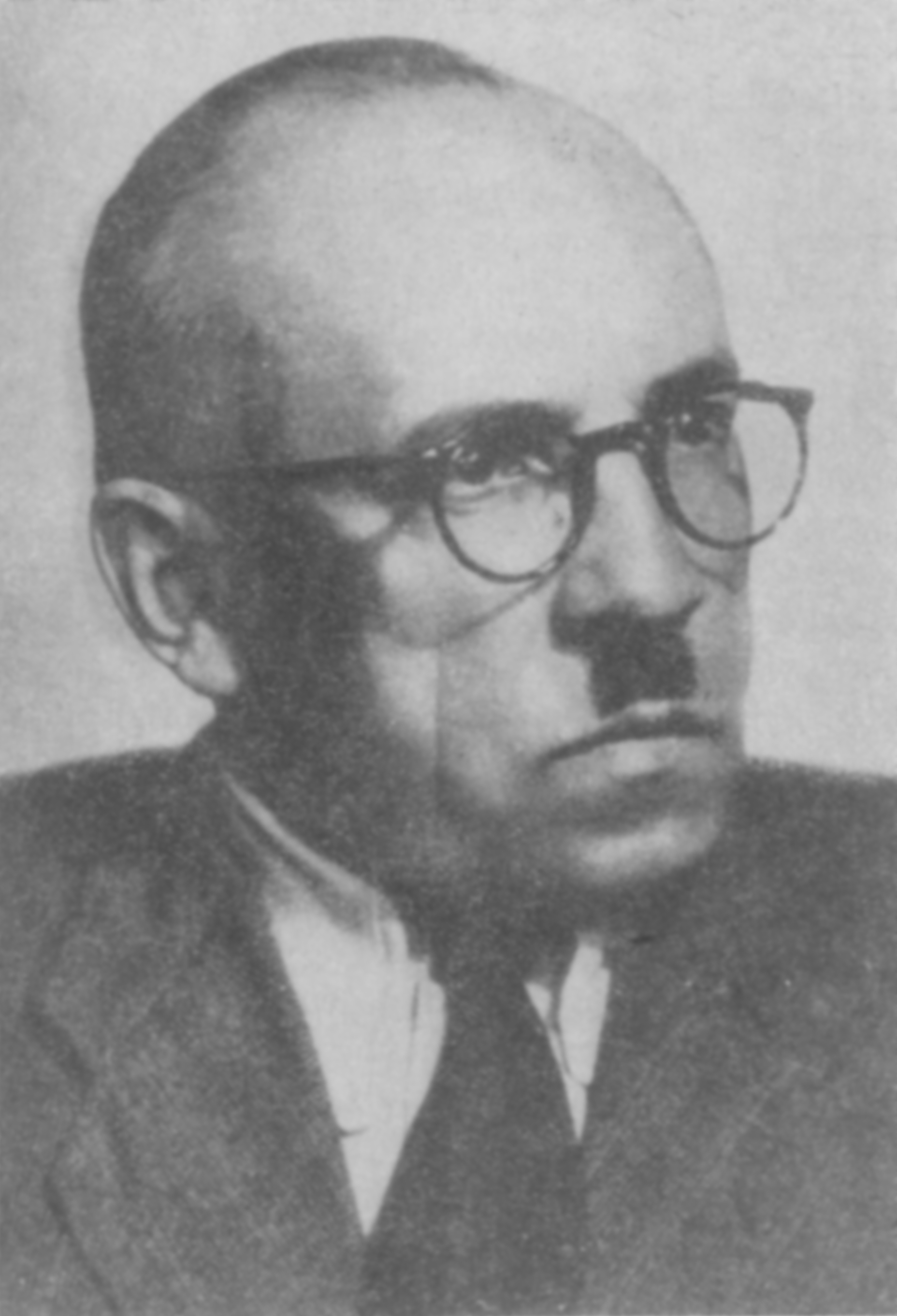
Adam Bar

Adam Bar (* 20. Dezember 1895 in Stanisławów; † 29. März 1955 in Krakau) war ein polnischer Literaturhistoriker, Bibliograph und Bibliothekar.

## Leben

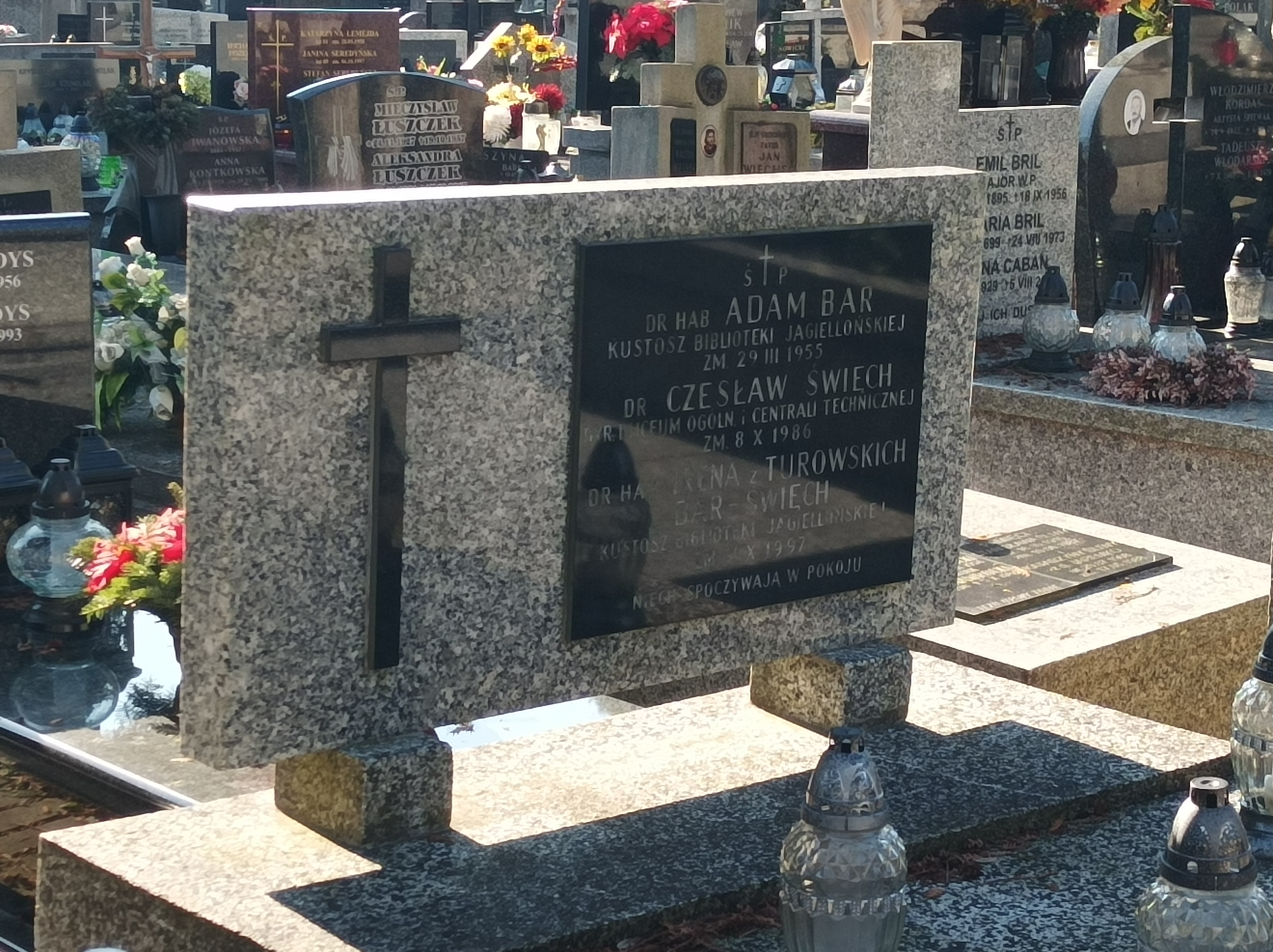
Grab von Adam Bar

Adam Bar kam am 20. Dezember 1895 in Stanisławów als Sohn des Postbeamten Sebastian Bar zur Welt. Er besuchte von 1907 bis 1914 das Gymnasium in Brody und anschließend in Graz, wo er 1915 die Matura absolvierte. Anschließend studierte er bis 1920 Polonistik an der Jagiellonen-Universität in Krakau. Zugleich arbeitete er in den Redaktion der Zeitschriften „Nowości Ilustrowane“ und „Nowa Reforma“ sowie als Postbeamter in Krakau.
1922 promovierte er mit der Schrift Charakterystyka i źródła powieści Kraszewskiego, die 1924 veröffentlicht wurde. 1925 arbeitete er als stellvertretender Leiter der Handschriftenabteilung der Jagiellonische Bibliothek und ab 1930 auch der Abteilung für Zeitschriften.
In den 1930er Jahren schrieb er für die Zeitungen „Polska Zachodnia“ und „Głos Narodu“, für die er vorwiegend Rezensionen verfasste. 1932 heiratete er die Bibliothekarin Irena Turowska.
Während der Besatzung Polens nahm er als Mitglied des Stronnictwo Demokraticzne aktiv an Konspirationstätigkeiten teil. Zudem leitete er die Zeitungen „Dziennik Polski“ und „Tygodnik Polski“ und war weiterhin in der Jagiellonischen Bibliothek beschäftigt, wo er eine Bibliografie polnischer Zeitschriften begann.
Nach seiner Habilitation 1945 in polnischer Literaturgeschichte hielt er Vorlesungen an der Jagiellonen-Universität und ab 1946 an der Höheren Schule für Gesellschaftswissenschaften.
1946 wurde er für seine Tätigkeit während des Zweiten Weltkrieges mit dem Orden Polonia Restituta (Ritter) ausgezeichnet.
Von 1948 bis 1953 leitete er das Bibliographische Fachkabinett des Instituts für Literarische Forschungen in Krakau, die die Arbeiten an der „Bibliografia zawartości literackiej czasopism polskich XIX i XX w. (do 1939 r.)“. Ab 1949 leitete er die Zeitschrift „Biuletyn Biblioteki Jagiellońskiej“.
In den letzten Jahren seines Lebens war er Mitglied der Kulturkommission des dortigen Stadtrates; er starb am 29. März 1955 in Krakau.

## Werke

### Herausgeberschaft
- Pierwszy utwór Przybyszewskiego, Krakau 1926
- Józef Ignacy Kraszewski: Zygmuntowskie czasy. Powieśc z roku 1572, 1926
- Walery Łoziński: Zaklęty dwór, Krakau 1926
- Miachała Grabowskiego listy literackie, Krakau 1934
- Karol Miarka: Wybór pism, Katowice 1939
- Kazimierz Brodziński: O klasyczności i romantyczności, Krakau 1946
- Alojzy Feliński: Barbara Radziwiłłówna. Tragedia w 5 aktach, 1946
- Józef Korzeniowski: Kollokacja, Warschau 1947
- Józef Ignacy Kraszewski: Dziecię Starego Miasta, 1947
- Józef Ignacy Kraszewski: Hrabina Cosel, 2 Bände, Warschau 1947
- Kornel Ujejski: Maraton i Skargi Jeremiego, Krakau 1947
- Kazimierz Brodziński: Wiesław. Sielanka w 5 pieśniach, Krakau 1948
- Józef Ignacy Kraszewski: Stara baśń. Powieść z IX w, Krakau 1948